# Virginie Wanyaka Bonguen Oyongmen
Virginie Wanyaka Bonguen Oyongmen, née le 11 septembre 1970 à Bafang, elle est  Professeure Titulaire des Universités d'État du Cameroun. C'est une historienne spécialisée en Histoire militaire en service au département d'histoire de l'Université de Yaoundé 1 et dans les académies militaires camerounaises.

## Biographie
Virginie Wanyaka Bonguen Oyongmen nait le 11 septembre 1970 à Bafang. Elle passe une grande partie de son enfance dans les camps militaires car son père Amos Wanyaka est lieutenant colonel dans l'armée du Cameroun. Ses deux oncles étaient également des gradés de l'armée.

### Vie professionnelle
Virginie Wanyaka Bonguen Oyongmen obtient un diplôme d’étude approfondie (DEA) en 2001. En 2004, alors doctorante et enseignante vacataire au département d'histoire de l'Université de Yaoundé 1, elle est chargée du monitoring. Elle postule au recrutement des assistants lancé par l'Université de Yaoundé 1 la même année, mais l'issue du résultat de la commission consultative de recrutement des assistants (CCRA) ne lui est pas favorable. En 2008, elle soutient sa thèse de doctorat intitulée « la coopération militaire entre le Cameroun et la France, de l’assistance à la quête d’un partenariat technique, 1959-2005 » De 2009 à 2020, elle sera en 2010 Chargée de cours, en 2015, Maîtresse de Conférences pour terminer en 2020, Professeure Titulaire des Universités d'Etat, devenant ainsi la première femme Professeure titulaire en Histoire au Cameroun et la deuxième en Afrique centrale.
Virginie Wanyaka Bonguen Oyongmen prend part à plusieurs comités scientifiques. En 2023, elle est membre de comité scientifique de la conférence internationale Diasporas within Africa et bien d'autres avant.
Enseignante permanente au département d’Histoire de l’Université de Yaoundé I, Virginie Wanyaka Bonguen Oyongmen est également directrice du Centre de recherche en Histoire militaire et études sécuritaires, coordonnatrice générale du Forum des Historiennes du Cameroun (FOHIC), membre du Réseau des Historiennes Africaines (REHA). Elle est vice-présidente Afrique Centrale de l’Association des Historiens Africains (AHA). Membre de la Commission camerounaise d'Histoire militaire (Comcahm).

### Vie privée
Elle est mère d'un enfant et réside à Yaoundé.

## Publications
- Démocratie et-ou démocrature en Afrique noire: Congo, Gabon, Cameroun, Bénin, Togo, Burkina-Faso, Côte d'Ivoire, 1960-2013, Paris, L'Harmattan, 2015[8].
- La coopération militaire entre le Cameroun et la France : Essai d'Analyse historique : 1959-2005 (Omn.Univ.Europ.), Editions universitaires europeennes, 2015[9].
- Le Cameroun, l'Afrique et le monde (XXè-XXIè siècles): des historiens racontent: mélanges en hommage à M. le Professeur Daniel Abwa, Presses de l'UL, 2018 (ISBN 978-2-916789-22-4).
- Femmes d'Afrique et d'ailleurs: histoires et vies plurielles: mélanges en hommage à Virginie Wanyaka Bonguen Oyongmen, L'Harmattan, 2019 (ISBN 978-2-343-16345-1, lire en ligne).
- Virginie Wanyaka Bonguen et Bienvenu Mfo André, La décentralisation camerounaise à la croisée des chemins: une dynamique entre restructuration et maturation, Menaibuc, 2022 (ISBN 978-2-35349-327-2).
- l’armée au Cameroun, état des lieux et enjeux épistémologiques pour une contribution à l’histoire militaire africaine, Dschang, Premières Lignes Editions, 2023.